# Uncovered (Fernsehsendung)
Uncovered ist eine Reportage-Reihe des Journalisten Thilo Mischke auf ProSieben. Die erste Folge Uncovered - Thilo Mischke in der Welt der Gangs wurde am 10. Juli 2016 ausgestrahlt. Uncovered wird von der PQPP2 GmbH produziert.

## Inhalt und Aufbau
In jeder Folge beleuchtet der Reporter Thilo Mischke ein anderes Thema. Oft reist er dazu auch in Krisengebiete wie Syrien, um mit IS-Kämpfern zu reden, oder auch in das Tapón del Darién, einer Region im tropischen Regenwald Panamas und Kolumbiens, in dem Drogen- und Menschenhandel betrieben wird. Da die erste Staffel sehr viele positive Kritiken erhielt, wurde von ProSieben eine weitere Staffel bestellt.
Mischke fungiert laut eigener Aussage bei Uncovered als „Stellvertreter für den Zuschauer“ und probiert, einen Bezug zu „unserer Lebenswelt“ herzustellen. In den Folgen spricht Mischke meist ausführlich mit Betroffenen und probiert die Sichtweise und Beweggründe der Befragten zu verstehen.
Im Podcast Alles Muss Raus - Mit Thilo Mischke (vor 2022 unter dem Namen Thilo Mischke – Uncovered Podcast), der von Starwatch Entertainment vermarktet wird, erzählt er außerdem Ereignisse hinter der Kamera und weitere persönliche Eindrücke seiner Recherchen.

## Folgen
Jede Staffel besteht aus vier bis sechs Folgen. Seit 2016 erscheint jährlich eine neue Staffel Uncovered und wird innerhalb von ein bis drei Monaten meist unregelmäßig auf ProSieben ausgestrahlt.
| Folge ges | Folge St. | Titel                                                                                         | Länge Min | Erstausstrahlung   |
| --------- | --------- | --------------------------------------------------------------------------------------------- | --------- | ------------------ |
| Staffel 1 |           |                                                                                               |           |                    |
| 1         | 1         | Uncovered: Thilo Mischke in der Welt der Gangs                                                | 65        | 10. Juli 2016      |
| 2         | 2         | Uncovered: Thilo Mischke - Fight for Nature                                                   | 54        | 17. Juli 2016      |
| 3         | 3         | Uncovered: Thilo Mischkes Drogentrip                                                          | 65        | 24. Juli 2016      |
| 4         | 4         | Uncovered: Thilo Mischke und die Macht der Gewalt                                             | 60        | 31. Juli 2016      |
| Staffel 2 |           |                                                                                               |           |                    |
| 5         | 1         | Uncovered: Rausch - Thilo Mischke auf der Spur der Drogen                                     | 79        | 23. Juli 2017      |
| 6         | 2         | Uncovered: Thilo Mischke erlebt Tourismus extrem                                              | 49        | 30. Juli 2017      |
| 7         | 3         | Uncovered: Kämpfer - Thilo Mischke in der Welt der Gesetzlosen                                | 50        | 06. August 2017    |
| 8         | 4         | Uncovered: Schmutzige Geschäfte - Thilo Mischke und der Handel mit Drogen, Waffen und Organen | 50        | 20. August 2017    |
| 9         | 5         | Uncovered: Organisiertes Verbrechen - Thilo Mischke auf den Spuren von Gangstern              | 50        | 27. August 2017    |
| Staffel 3 |           |                                                                                               |           |                    |
| 10        | 1         | Uncovered: Kreuzfahrt: Hinter den Kulissen                                                    | 46        | 27. November 2018  |
| 11        | 2         | Uncovered: Bundeswehr - Deutsche Soldaten in Mali                                             | 50        | 04. Dezember 2018  |
| 12        | 3         | Uncovered: Illegaler Handel - Das lukrative Geschäft mit exotischen Tieren                    | 50        | 11. Dezember 2018  |
| 13        | 4         | Uncovered: Ware Mensch - Das Geschäft mit Billigarbeitern                                     | 48        | 18. Dezember 2018  |
| 14        | 5         | Uncovered: Niemandsland im Dschungel - Die berüchtigtste Schmuggelroute der Welt              | 49        | 02. Januar 2019    |
| 15        | 6         | Uncovered: Heroin - Der Weg der Droge nach Deutschland                                        | 49        | 08. Januar 2019    |
| Staffel 4 |           |                                                                                               |           |                    |
| 16        | 1         | Uncovered: All-Inclusive DomRep: Urlaub zwischen Palmen und Prostitution                      | 48        | 03. Dezember 2019  |
| 17        | 2         | Uncovered: An fremder Front: Wenn Deutsche in den Krieg ziehen 1                              | 72        | 26. November 2019  |
| 18        | 3         | Uncovered: Roma. Wie leben sie wirklich?                                                      | 49        | 10. Dezember 2019  |
| 19        | 4         | Uncovered: Fashion Victims: Das schmutzige Geschäft mit der Mode                              | 52        | 07. Januar 2020    |
| Staffel 5 |           |                                                                                               |           |                    |
| 20        | 1         | Uncovered: Das Kokain-Netzwerk: Der Weg von Südamerika nach Deutschland                       | 62        | 13. September 2021 |
| 21        | 2         | Uncovered: Arm unter Reichen: Obdachlos in der Großstadt                                      | 54        | 20. September 2021 |
| 22        | 3         | Uncovered: Europas vergessener Krieg: An der Front in der Ukraine                             | 60        | 27. September 2021 |
| Staffel 6 |           |                                                                                               |           |                    |
| 23        | 1         | Uncovered: Good Cops, Bad Cops - Was darf die Polizei?                                        | 52        | 01. Dezember 2021  |
| 24        | 2         | Uncovered: Gangster:In - Die Frauen der Unterwelt                                             | 48        | 08. Dezember 2021  |
| 25        | 3         | Uncovered: Sex online - Das digitale Geschäft mit der Lust                                    | 48        | 15. Dezember 2021  |
| Staffel 7 |           |                                                                                               |           |                    |
| 26        | 1         | Uncovered: Unter die Haut – Wie Tattoos über Leben und Tod entscheiden                        | 54        | 06. September 2023 |
| 27        | 2         | Uncovered: Bye, bye Bullerbü – Wie in Schweden die Bandengewalt eskaliert                     | 54        | 13. September 2023 |
| 28        | 3         | Uncovered: Wie gefährlich ist Tik Tok?                                                        | 49        | 20. September 2023 |
| 29        | 4         | Uncovered: Sucht aus der Pillen-Packung – Die weltweite Opioid-Krise                          | 51        | 27. September 2023 |
| 30        | 5         | Uncovered: (Vermisst –) Die verschwundenen Frauen Kanadas                                     | 57        | 04. Oktober 2023   |

## Auszeichnungen und Nominierungen
- 2017:  DAfF – Deutsche Akademie für Fernsehen, nominiert in der Kategorie Fernsehjournalismus für Uncovered – Thilo Mischke und die Macht der Gewalt[9]
- 2018: Goldene Kamera, nominiert in der Kategorie Bestes Dokutainment-Format
- 2018: Deutscher Fernsehpreis, nominiert in der Kategorie Bestes Infotainment für Uncovered[10]
- 2019: Deutscher Fernsehpreis, nominiert in der Kategorie Bestes Infotainment für Uncovered[11]